# 列車火災事故

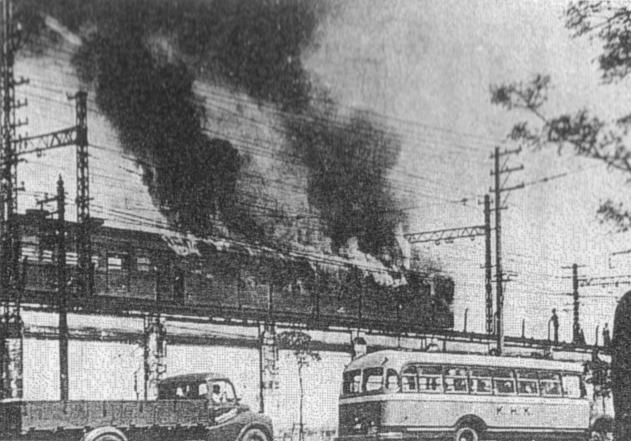
炎上する鉄道車両（桜木町事故）

列車火災事故（れっしゃかさいじこ､ train fire accident）とは、鉄道車両が列車として運行中に、失火、漏電、放火などによる火災が原因で、車両が損失を受けた鉄道事故を指す。事故の規模によっては死者、負傷者が出ることもある。とりわけトンネル、地下鉄内で発生すると被害が大きく、トンネルで発生した場合、一酸化炭素中毒になる可能性もある。

## 対策
建造物を不燃化することや、火災報知装備を鉄道車両に搭載することが主な対策である。火災を防ぐいくつかの法律を制定することもある。

### 車両の不燃化対策
日本国内では、国鉄63系電車の桜木町駅構内での火災事故や、北陸トンネル内での急行きたぐに号火災事故を契機に、車両の不燃化が進められた。
終戦直後には、安全性の低い戦時形車両が多数残存しており、桜木町事故については、屋根や内装等が木造であったことが問題視され、国鉄での全金属製車体採用が進められた。
また、近鉄奈良線での生駒トンネル内列車火災事故など、物資不足による更新の遅れなどから、機器の老朽化による電動機や電気配線の発火事故がしばしばみられ、物資の充足と共に徐々に改善された。
なお、東京高速鉄道など、戦前の私営鉄道、ことに地下区間を持つ鉄道では、不燃性車体を開業時より火災対策として採用していた。
北陸トンネル火災は、電気暖房の配線老朽化による電気火災であり、車両に使用される配線材の難燃化・不燃化、貫通路の網張りガラス採用等の火災対策が強化された。また裸火を使用する調理設備の禁止などが行われた。
気動車では、可燃物である軽油と高温になるエンジンや排気管などの機器が併存するという構造上、火災対策には客車、電車よりも技術的困難がある。古くは西成線列車脱線火災事故後に国鉄ではガソリンエンジンの使用停止がなされた。戦後も国鉄キハ80系気動車の初期車でDMH17Hエンジンの初期トラブルから排気管の過熱による発火事故を起こし、設計が改良された。同じく排気管の過熱によるアルカディア号火災事故を契機に、JR東日本ではDMH17系エンジンの新型エンジンへの換装が進められた。21世紀に入っても、プロペラシャフトの脱落による石勝線特急列車脱線火災事故などの火災例がみられた。

### 避難誘導対策
桜木町事故では、貫通路が内開きで開かず、乗降扉の非常用ドアコックが乗客に周知されておらず、また側窓は中段固定の三段窓であり避難の妨げとなった。事故後には貫通路や窓の改修、非常コックの整備等の対策が施行された。
また北陸トンネル火災事故では、トンネル内での火災車両停車が被害を拡大させており、運行規定を改め、トンネル内での停車を極力避けることとした。地下駅では、日比谷線での車両火災事故等の教訓から防火・避難誘導対策がある程度なされていたが、大邱地下鉄放火事件を契機に、排煙設備や非常時の誘導設備が改めて整備された。

## 列車火災事故の例
- 西成線列車脱線火災事故

1940年1月29日、安治川口駅構内で発生。列車脱線事故でもある。原因は脱線・転覆した際に燃料のガソリンに引火したことによる。死者189名、重軽傷者69名を出す。
- 桜木町事故

1951年4月24日、桜木町駅構内で発生。原因は電気工事作業員のミスによる架線の短絡。死者106人、重軽傷者92人を出す。
- 米軍燃料輸送列車事故

1967年8月8日、新宿駅構内で発生。列車衝突事故でもある。原因は運転士の信号冒進による衝突で、破損したタンクから漏れた航空燃料に火花が引火したことによる。死者・怪我人は出なかった。
- 北陸トンネル火災事故

1972年11月6日、敦賀駅から南今庄駅の間にある北陸トンネルで発生。原因は喫煙室の長椅子下にある電気暖房装置の短絡。
- 京成スカイライナー放火事件

1978年5月5日、津田沼検車区宗吾支区（現・宗吾車両基地）で発生。中核派によるテロ事件である。死者・怪我人は出なかった。
- サロンエクスプレスアルカディア火災事故

1988年3月30日、上越線を走行中に発生。原因は排気管の過熱。死者・怪我人は出なかった。
- ユーロトンネル火災（英語版）

1996年11月18日、イギリスとフランスの間にある英仏海峡トンネルで発生。原因はトラックの積み荷のポリウレタン。死者・怪我人は出なかった。
- オーストリアケーブルカー火災事故

2000年11月11日、オーストリアのカプルンにあるケーブルカーのトンネル内で発生。原因は油圧系統から漏れた油の引火。155人の死者を出す。
- 大邱地下鉄放火事件

2003年2月18日、大韓民国の中央路駅構内地下3階のホームで発生。原因は自殺志願者がガソリンを振り撒いての放火。死者192名、重軽傷者148名を出す。
- 川越線踏切障害・火災事故

2007年1月21日、指扇駅から日進駅間（現：西大宮駅 - 日進駅間）を走行中に踏切障害事故が発生、その際に列車火災が発生した。乗用車を運転していた女性が死亡。
- 石勝線特急列車脱線火災事故

2011年5月27日、占冠駅から新夕張駅間を走行中に発生。列車脱線事故でもある。
- 函館本線特急列車出火事故

2013年7月6日、函館本線鷲ノ巣駅 - 山崎駅間を走行中に発生。
- 東海道新幹線火災事件

2015年6月30日、新横浜駅から小田原駅間を営業運転中の東海道新幹線車内で発生。原因は乗客の焼身自殺。国土交通省は「新幹線初の列車火災事故」と認定。死者2名（犯人を含む）、負傷者28名を出す。
- 小田急線沿線火災事故

2017年9月10日、参宮橋駅から代々木八幡駅間で発生。原因は沿線の建物火災による飛び火。屋根の一部が燃えたが死者・怪我人は出なかった。
- 常磐線自動車衝突炎上脱線事故

2021年3月26日、土浦駅から神立駅間の線路内で、侵入してきた自動車と衝突。先頭車が脱線炎上したが死者・怪我人は出なかった。